# Vagabonds of the Western World
Vagabonds of the Western World es el tercer álbum de estudio de la banda irlandesa de hard rock Thin Lizzy, lanzado a través de Deram Records en 1973. Es el último disco de la banda con el guitarrista original Eric Bell.

## Lista de canciones

### Versión original
1. "Mama Nature Said" (Phil Lynott) – 4:52
2. "The Hero and the Madman" (Lynott) – 6:08
3. "Slow Blues" (Brian Downey, Lynott) – 5:14
4. "The Rocker" (Eric Bell, Downey, Lynott) – 5:12
5. "Vagabond of the Western World" (Lynott) – 4:44
6. "Little Girl in Bloom" (Lynott) – 5:12
7. "Gonna Creep Up on You" (Bell, Lynott) – 3:27
8. "A Song for While I'm Away" (Lynott) – 5:10

### Reedición en CD de 1991
Incluye las siguientes pistas adicionales:
1. "Whiskey in the Jar" (música tradicional arr. Bell, Downey, Lynott) – 5:44
2. "Black Boys on the Corner" (Lynott) – 3:21
3. "Randolph's Tango" (Lynott) – 3:49
4. "Broken Dreams" (Bell, Lynott) – 4:26

### Reedición de 2CD
El 11 de octubre de 2010 Vagabonds of the Western World se reeditó en una edición deluxe de 2CD. Es una versión remasterizada con pistas adicionales. En el disco 1 aparece el álbum original y material adicional, mientras que en el disco 2 aparece material adicional.
Disco 1
1. "Mama Nature Said"
2. "The Hero and the Madman"
3. "Slow Blues"
4. "The Rocker"
5. "Vagabonds of the Western World"
6. "Little Girl in Bloom"
7. "Gonna Creep Up on You"
8. "A Song for While I'm Away"
9. "Randolph's Tango"
10. "Broken Dreams"
11. "The Rocker" (Versión sencillo)
12. "Here I Go Again" (Lynott)
13. "Cruising in the Lizzymobile" (Bell, Downey, Lynott)
14. "Little Darling" (Lynott)
15. "Sitamoia"
16. "Slow Blues" (1979 versión regrabada y remasterizada)
17. "Randolph's Tango" (Promo radio)
18. "Whiskey in the Jar" (versión promocional editada)

Disco 2
1. "The Rocker" (BBC Radio One in Concert)
2. "Things Ain't Working Out Down at the Farm" (Lynott) (BBC Radio One in Concert)
3. "Slow Blues" (BBC Radio One in Concert)
4. "Gonna Creep Up on You" (BBC Radio One in Concert)
5. "Suicide" (BBC Radio One in Concert)
6. "Vagabonds of the Western World" (BBC Radio One John Peel Session)
7. "Gonna Creep Up on You" (BBC Radio One John Peel Session)
8. "Little Girl in Bloom" (BBC Radio One Rock On Session)
9. "Sitamoia" (Downey) (BBC Radio One Bob Harris Session)
10. "Little Darling" (BBC Radio One Bob Harris Session)
11. "Slow Blues" (BBC Radio One Bob Harris Session)
12. "Showdown" (Lynott) (BBC Radio One Bob Harris Session)
13. "Black Boys on the Corner" (BBC Radio One John Peel Session)

### Sencillos
- "Whisky in the Jar" / "Black Boys on the Corner" - 3 de noviembre de 1972
- "Randolph's Tango" / "Broken Dreams" - 4 de mayo de 1973
- "The Rocker" / "Here I Go Again" - 9 de noviembre de 1973

En Alemania, la cara B es "A Ride in the Lizzy Mobile".
- "Little Darling" / "Buffalo Gal" - 11 de abril de 1974

En Estados Unidos, la cara B es "The Rocker".

## Personal
- Eric Bell - guitarra
- Brian Downey - batería, percusión
- Phil Lynott - bajo, voz, guitarra acústica

Con
- Jan Schelhaas - órgano en "Mama Nature Said" y "The Hero and the Madman"
- Kid Jensen - voz en "The Hero and the Madman"
- Fiachra Trench - arreglos de cuerda en "A Song For While I'm Away"